# 篪
篪（ち）は、古代中国の楽器。横に構えて吹く竹製の管楽器。八音では「竹」に属する。ちのふえとも。
魏代の字書『広雅』には、8つの穴を有した楽器と記載されている。儒教経書『周礼』には、7つの穴を有した楽器と記載されているが、『爾雅注』では吹き口と思われる穴を数えていないためとされる。宮廷雅楽の衰退により、この楽器は非常に希少である。現存するものとしては、台北の孔子廟に収蔵されている8つ穴の“篪”、曾侯乙墓から出土したG調とF#調の一対の“篪”がある。
似た楽器として、中国の民族楽器「笛子」があるが、底部に大きな違いがある。篪は底が閉じているが、笛子は底が開いている。
晋代の文学者郭璞が著した『爾雅注』には、「篪、長尺四寸、圍三寸、一孔上出、寸三分、橫吹之。小者尺二寸。」と記載されている（『爾雅』の「釈楽」篇に対する注釈）。
『詩経』「小雅」の「何人斯」篇には「伯氏吹塤、仲氏吹篪。」との記載があり、ここから仲睦まじい兄弟の喩えとして「塤篪」という成句が生まれた。